# Jean-Gilles Jacob

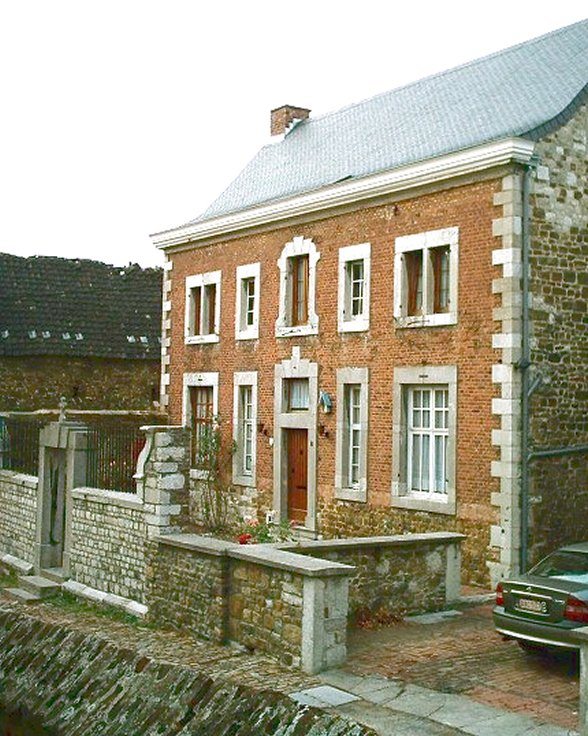
Geboortehuis Jean-Gilles Jacob

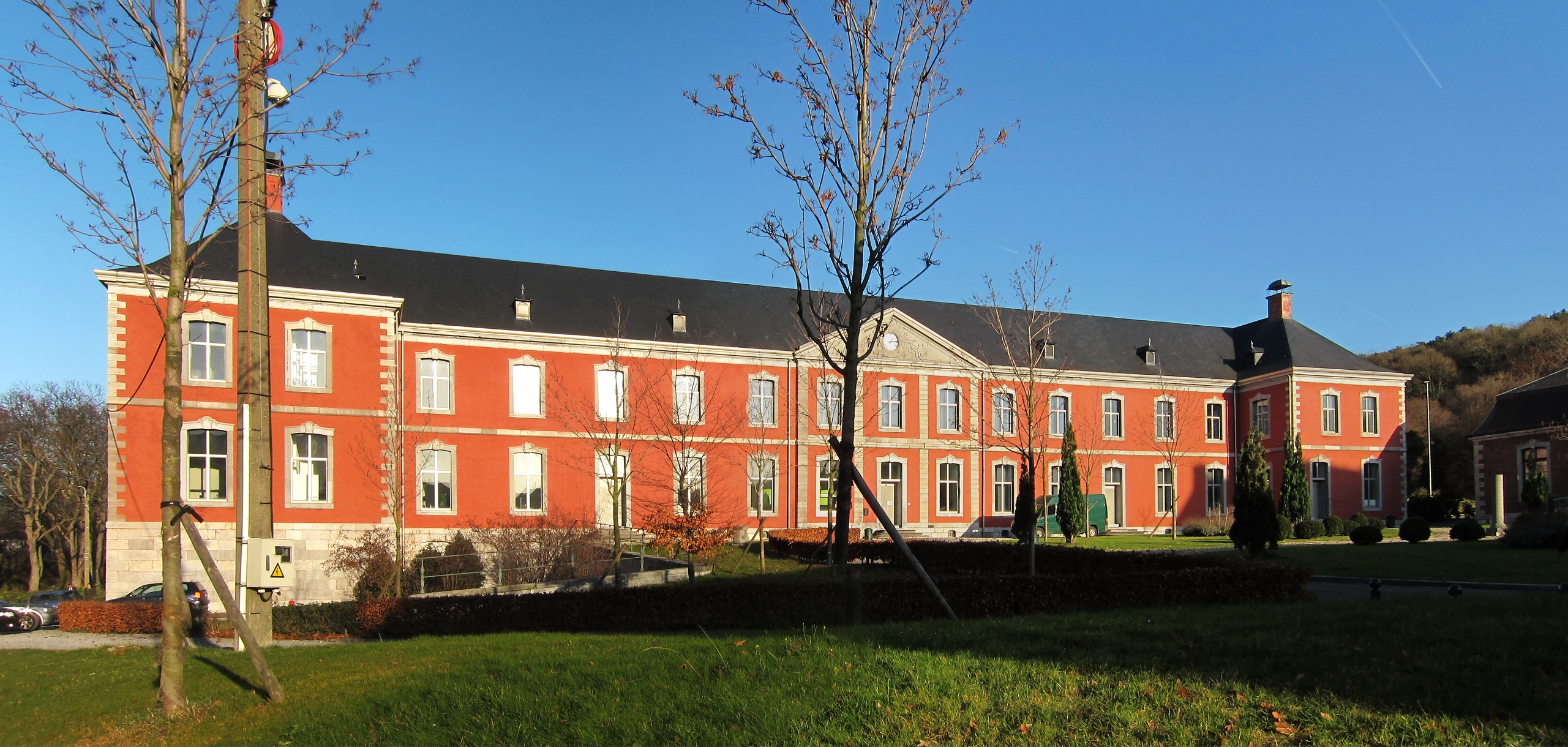
Abdij van Val-Saint-Lambert, paleis van de abt

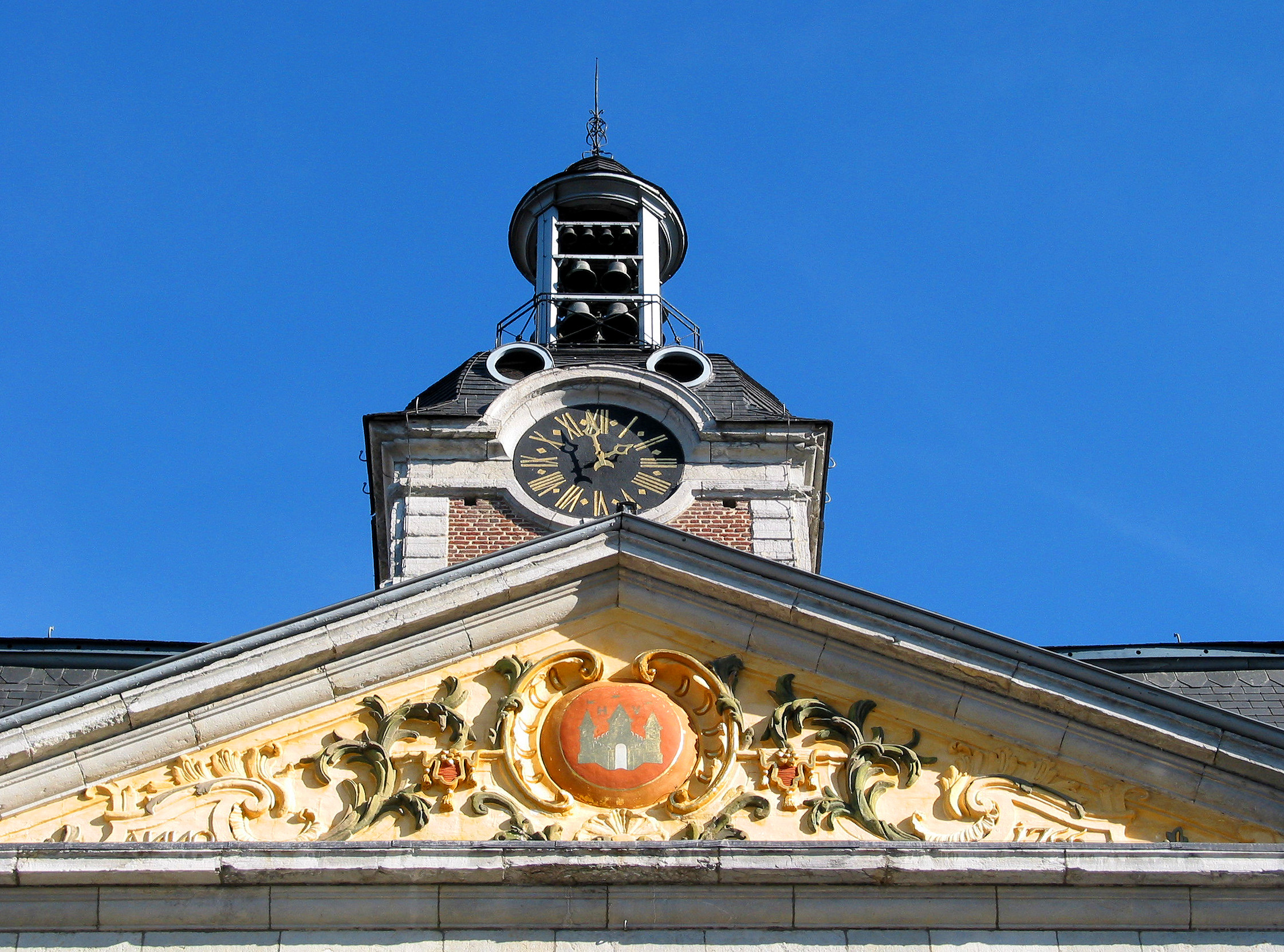
Detail stadhuis van Huy

Jean-Gilles Jacob (Hermalle-sous-Huy, 1714, -- aldaar, 1781) was een architect uit de barok, die voornamelijk in de regio Luik-Huy werkzaam was. Samen met de Luikse architecten Etienne Fayen, Barthélemy Digneffe en Jacques-Barthélemy Renoz, en naast de Akenenaren Laurenz Mefferdatis, Joseph Moretti en Johann Joseph en Jakob Couven, en de Maastrichtenaren François, Matheius en Mathias Soiron, kan hij gerekend worden tot de belangrijkste bouwmeesters van de barokarchitectuur in het prinsbisdom Luik.

## Biografische schets
De vader van Jean-Gilles was Sébastien Jacob, meester-metselaar en koster van de kerk van Hermalle-sous-Huy. Zijn moeder, Catherine Troquet, was de dochter van een timmerman uit Engis. In 1712 kochten ze een stuk grond in Hermalle-sous-Huy en bouwden er een huis. Hun zoon Jean-Gilles volgde in de voetsporen van zijn vader en werd eveneens architect. In 1741, na de dood van zijn moeder, erfde Jean-Gilles het huis en begon met het aanbrengen van diverse verbeteringen. Een van de salons kreeg een uitbundige decoratie, als ode aan de bouwkunst, met fraaie schilderingen van een steenbakker, een metselaar, een timmerman en een steenhouwer, en een gestuct reliëf met een hamer, een troffel, een passer, een winkelhaak, enz., met daaromheen een Latijns jaardicht.
In 1753 trouwde hij met Marie-Angélique Mataigne, dochter van een notaris in Hermalle-sous-Huy. Jean-Gilles bekleedde in zijn geboorteplaats diverse functies, onder andere die van landmeter en schepen.
In 1754 kreeg hij opdracht van Florent d'Oultremont, broer van de latere prins-bisschop van Luik, Karel Nicolaas Alexander, graaf d'Oultremont om het Kasteel van Warfusée te vernieuwen. Jean-Gilles maakte een ontwerp waarbij de oude donjon moest wijken voor een kasteel in Lodewijk XV-stijl. De voornaamste salons in het kasteel bieden uitzicht op het zacht glooiende park en de twee kilometer verderop gelegen Maas. De graaf d'Oultremont, die op het kasteel geboren was, bleef er altijd wonen, ook nadat hij in 1763 prins-bisschop was geworden.
Vanaf 1762 werkte Jacob in opdracht van abt Simon de Harlez mee aan de vernieuwing van de Abdij van Val-Saint-Lambert in Seraing. Simon de Harlez was een goede vriend en persoonlijk adviseur van de prins-bisschop, en de laatste zal dan ook wel invloed hebben gehad op de keuze voor Jean-Gilles Jacob als architect. Jacob ontwierp een paleis aan de Maas, dat als representatieve woning voor de abt zou fungeren en waar de abt gasten uit de wereld van kunst en literatuur verwelkomde. De Harlez schreef zelf mee aan enkele opéras comiques en was een mecenas voor onder anderen Jean-Noël Hamal en André Grétry.
Bij de bouw van het Sint-Ferminkerkje in Rotheux waren de middelen dusdanig beperkt dat de lokale boeren zelf voor de kalk en leistenen zorgden, en zelfs op zoek gingen "naar de steenkolen, die nodig waren om de bakstenen te bakken". Bij verschillende opdrachten, onder andere bij de bouw van het kasteel van Bormenville, schijnt de zoon van Jean-Gilles Jacob, Jean-Sébastien, hem als assistent te hebben bijgestaan.

## Werken
- 1754-55: Kasteel van Warfusée, Saint-Georges-sur-Meuse
- 1762: Paleis van de abt, abdij van Val-Saint-Lambert, Seraing
- 1764: Saint-Firminkapel, Rotheux-Rimière
- 1765-1766: Stadhuis van Hoei
- vanaf 1774: Kasteel van Bormenville, Havelange-Flostoy (ruïne)
- St-Nicolaasbrug over de Hoyoux
- Verbouwing kasteel van Plainevaux, Neupré-Plainevaux
- Kerk Dolembreux
- Kerk Ramet

Toegeschreven:
- Huis Sacré, Hermalle-sous-Huy

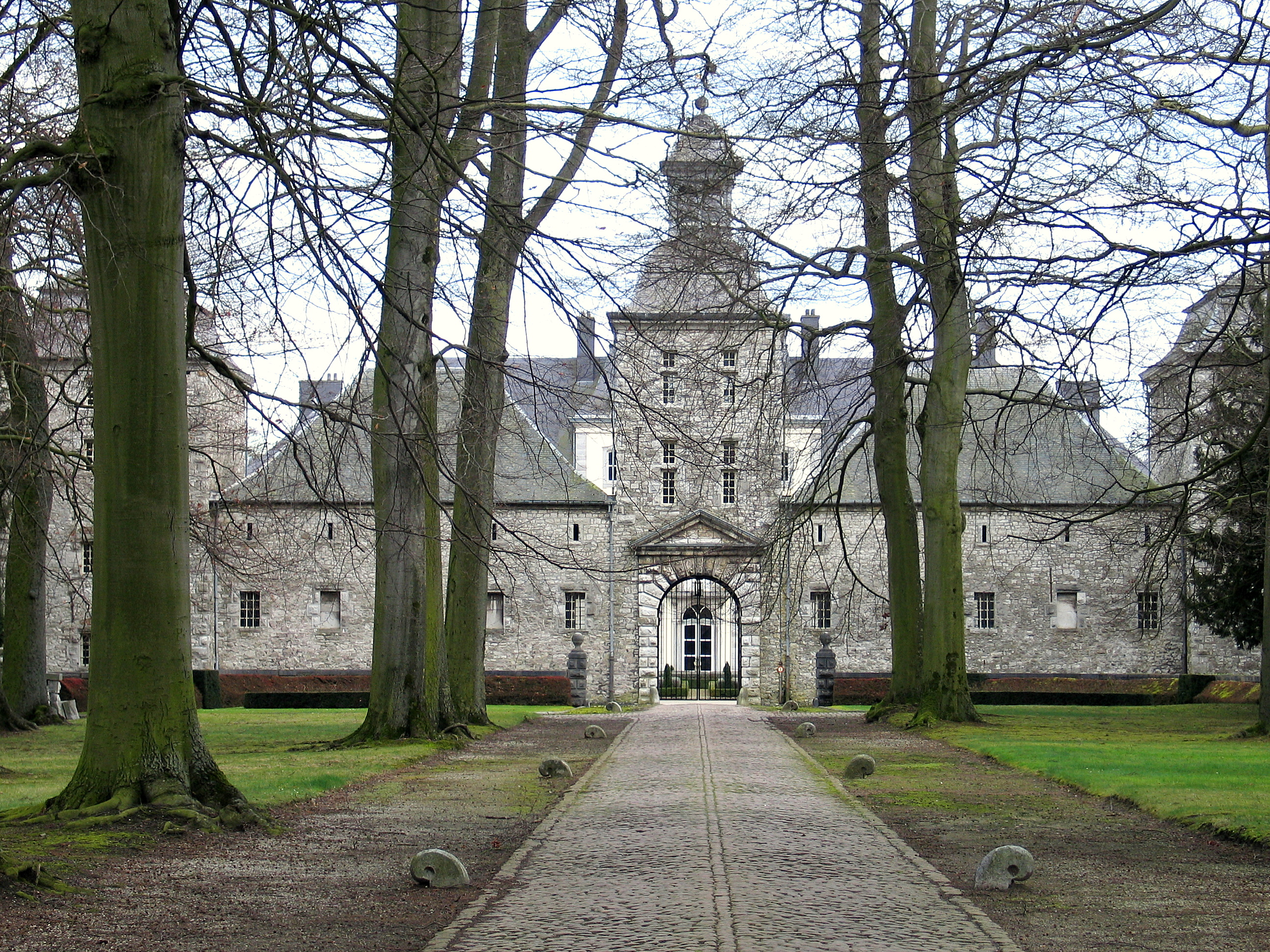
Kasteel van Warfusée
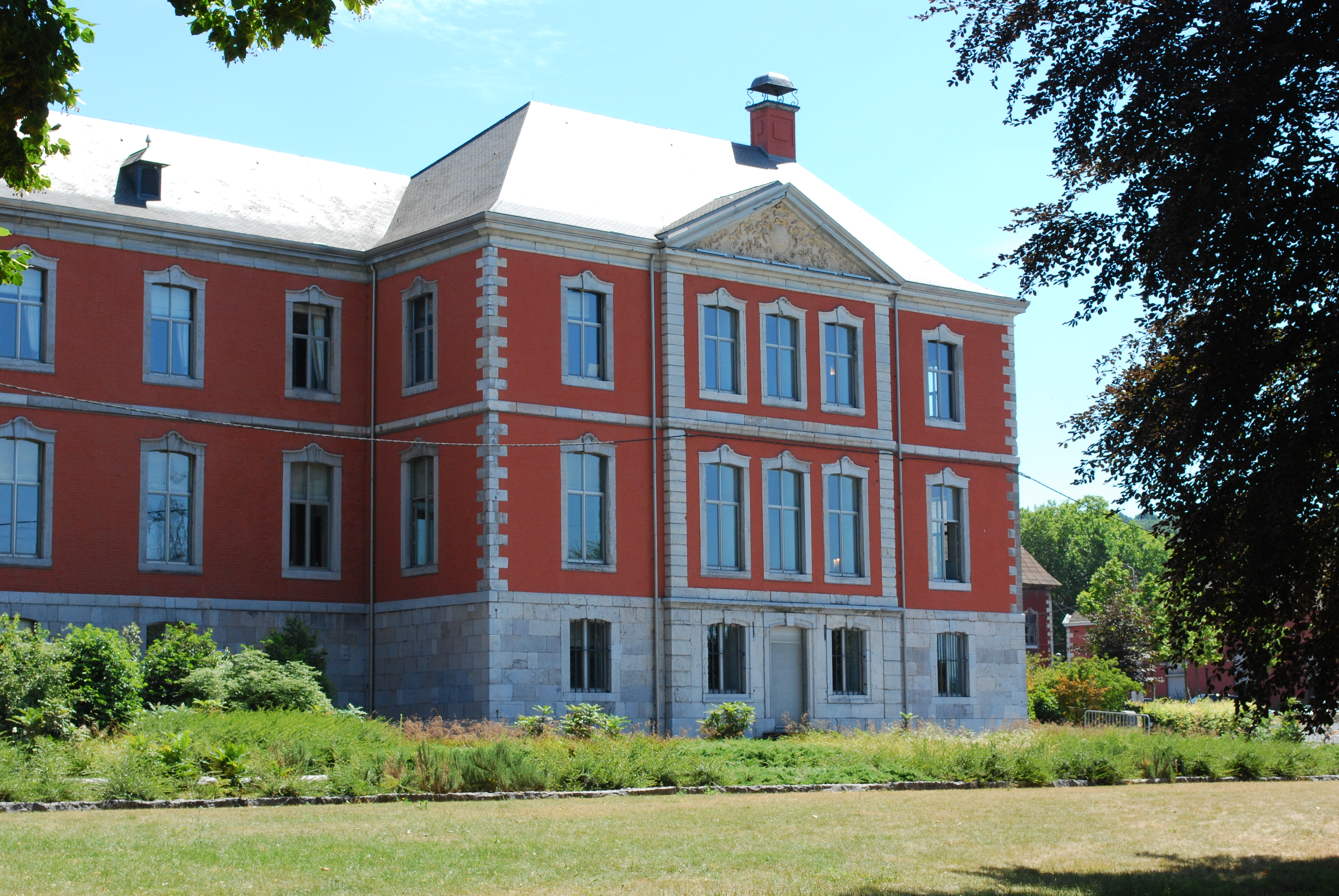
Val-Saint-Lambert, vleugel paleis van de abt
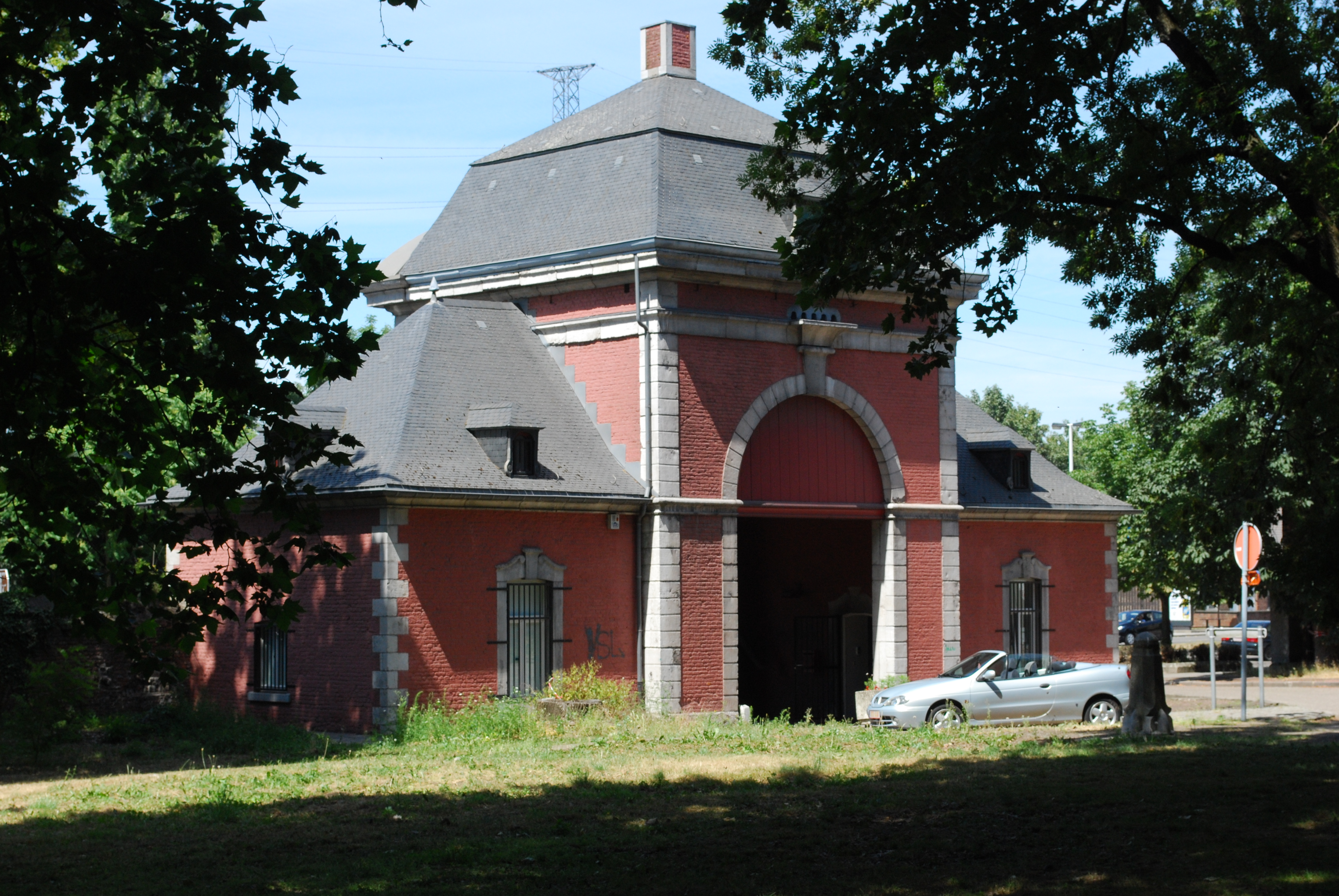
Val-Saint-Lambert, toegangspoort
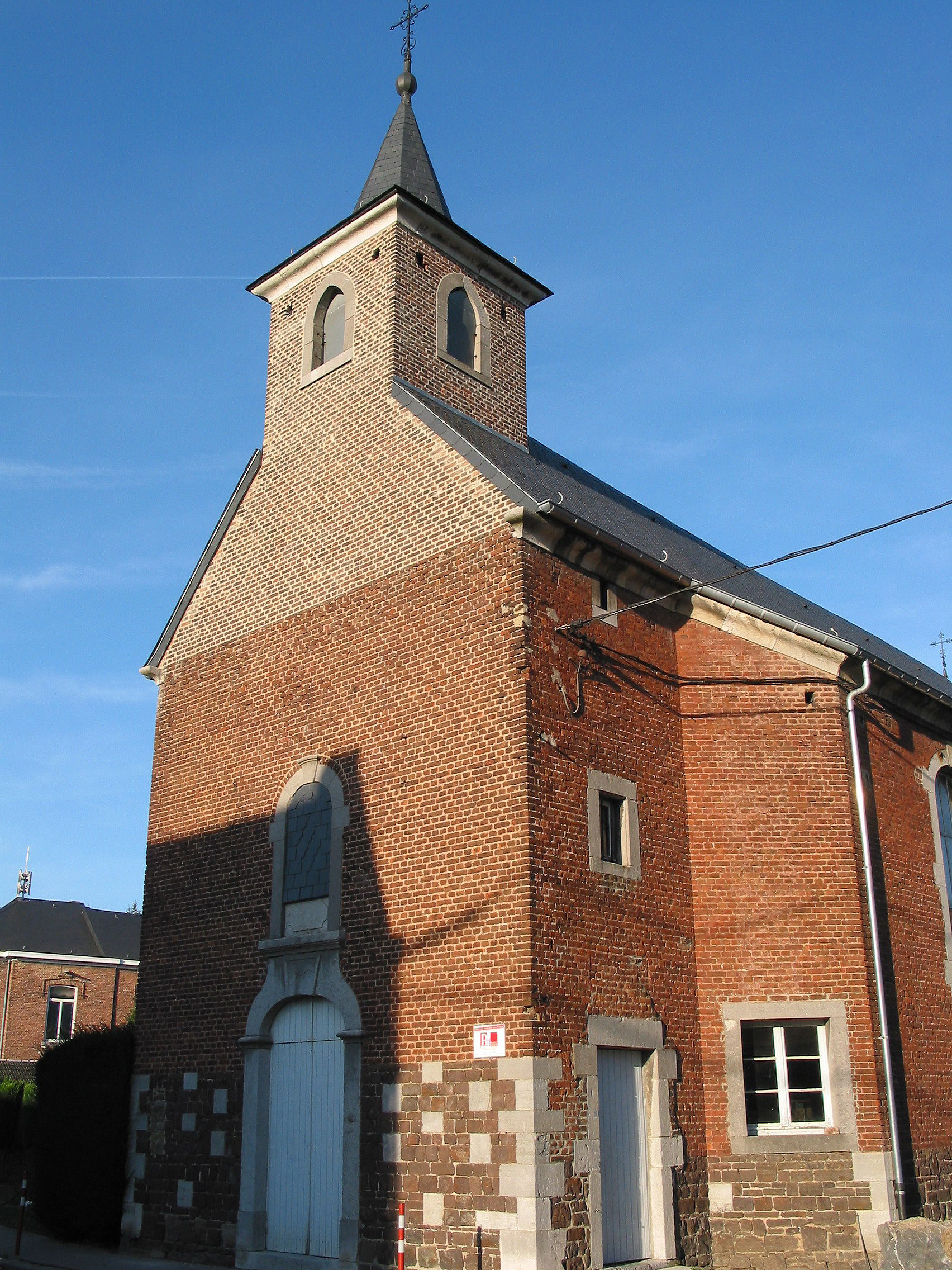
Saint-Firminkapel, Rotheux
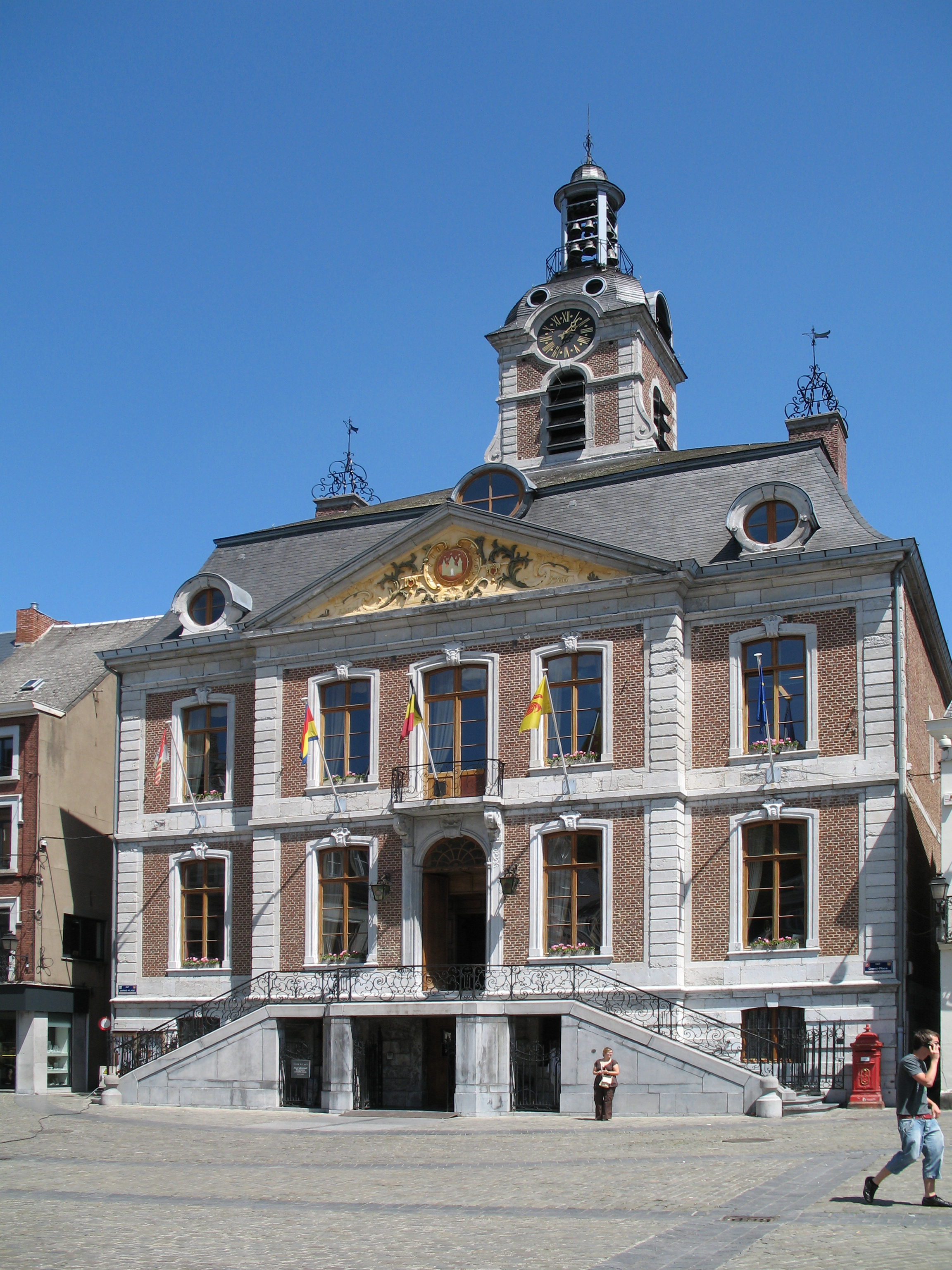
Stadhuis van Huy